# Бжискожистев
Бжискожистев (пол. Brzyskorzystew, нім. Birkenfeld) — село в Польщі, у гміні Жнін Жнінського повіту Куявсько-Поморського воєводства.
Населення — 368 осіб (2011).
У 1975-1998 роках село належало до Бидгощського воєводства.

## Демографія
Демографічна структура станом на 31 березня 2011 року:
|          | Загалом | Допрацездатний вік | Працездатний вік | Постпрацездатний вік |
| -------- | ------- | ------------------ | ---------------- | -------------------- |
| Чоловіки | 174     | 35                 | 118              | 21                   |
| Жінки    | 194     | 47                 | 106              | 41                   |
| Разом    | 368     | 82                 | 224              | 62                   |